# Млакар, Петер
Петер Млакар (словен. Peter Mlakar) — словенский журналист и политик, один из основателей NSK, по совместительству один из музыкантов словенской группы Laibach. Официально в NSK он возглавляет Департамент Чистой и Прикладной Философии.

## Карьера

### NSK
В 1987 году Млакар как гражданин NSK сопровождал группу Laibach для записи в Гамбурге альбома «Macbeth», а также принимал участие в постановке одноимённой пьесы Шекспира. На очередном съезде членов NSK было принято решение о создании Департамента Чистой и Прикладной Философии. С 1987 года Млакар занимает должности председателя Департамента.

### Музыкальная
На каждом концерте Laibach Млакар произносил речь о ценностях NSK и целях, которых оно старается добиться. С 1993 года после распада Югославии Млакар создал сольный проект Peter Paracelsus и выпустил альбом «Satanic Techno».

### Писательская
С начала 1990-х годов Млакар был известен также как автор многочисленных эротических рассказов. Несмотря на такую неоднозначную сторону его писательской карьеры, он также известен как автор нескольких трактатов и очерков по философии.

## Мировоззрение
Млакар придерживается идеологии тоталитаризма. Считает, что искусство NSK способно в положительной мере повлиять не только на характер людей, но и на политику. Расценивает музыку как терапевтическую силу, способную бороться с психическими расстройствами.